# 乙川駅
乙川駅（おっかわえき）は、愛知県半田市乙川町にある、東海旅客鉄道（JR東海）武豊線の駅である。駅番号はCE06。
大府駅と武豊駅を結ぶ武豊線の中間駅（途中駅）の一つで、半田市中部の乙川地区に位置する。

## 歴史
乙川駅は、1886年（明治19年）の武豊線開通から40年以上経った1933年（昭和8年）12月に開業した。1930年代前半に開通した知多鉄道（現・名鉄河和線）への対抗策として実施された気動車列車の運転開始・列車増便（1933年（昭和8年）8月実施）にあわせて新設された駅の一つである。
同時に開業した他の駅と同じく旅客専用の駅であったが、1944年（昭和19年）から貨物や荷物の取り扱いを開始した。しかし他の武豊線の駅と同様に、1975年（昭和50年）に貨物、1984年（昭和59年）には荷物の取り扱いを終了し、開業時と同様の旅客専用の駅となったまま1987年（昭和62年）の国鉄分割民営化を迎え、JR東海に継承されている。
中部国際空港（セントレア）開港前は当駅で分岐して知多半島を東西に横断し、現在の中部国際空港駅に至る空港連絡鉄道の新設が検討されていたが、2005年（平成17年）2月17日の開港までには実現せず、開港から10年が過ぎた2015年（平成27年）現在も具体的な動きはない。これは、新たに敷設する区間が比較的長いという理由のほか、構想が浮上した1990年代当時は全線が単線非電化だった（2015年（平成27年）現在は全線が単線電化されている）上、最高速度も85km/hと遅く最大6両編成（20m級大型車両）までしか入線できないなど輸送力が小さかったため、当駅以北の既存区間の全面改良（複線化・電化・高速化・ホーム延長などの輸送力増強）を含めた事業費が多額にのぼる（約1,000億円以上）とされたことが理由にある。結局、中部国際空港への連絡鉄道は名鉄常滑線の延伸のみが対象となり名鉄空港線として実現した。

### 年表
- 1933年（昭和8年）12月7日：国有鉄道武豊線の駅として、亀崎・半田間に開業。旅客のみを取り扱い、荷物（手荷物・小荷物）や貨物は取り扱わなかった[6]。
  - 取り扱う旅客にも制限があり、武豊線と東海道本線 岡崎駅・岐阜駅間の各駅、および東海道本線浜松駅・豊橋駅・蒲郡駅、関西本線 桑名駅・四日市駅を発着する旅客に限り取り扱っていた[6]。
- 1939年（昭和14年）7月21日：上記各駅に加え、中央本線 大曽根駅・千種駅・鶴舞駅を発着する旅客の取り扱いも開始[6]。
- 1944年（昭和19年）4月1日：貨物と手荷物の取り扱いを開始、同時に旅客の取り扱い制限を廃止[6]。同月に駅舎を新設[7]。
- 1952年（昭和27年）11月1日：小荷物の取り扱いを開始[6]。
- 1975年（昭和50年）11月15日：貨物の取り扱いを廃止[6]。
- 1980年（昭和55年）5月1日：業務委託駅となる[7]。
- 1984年（昭和59年）2月1日：荷物の取り扱いを廃止[6]。
- 1985年（昭和60年）4月1日：駅員無配置駅となる[8]が、同年4月10日から当分の間の暫定措置として管理駅から職員を派遣する[9]。
- 1987年（昭和62年）4月1日：国鉄分割民営化に伴い、東海旅客鉄道（JR東海）の駅となる[6]。
- 1989年（平成元年）3月10日：無人駅化[7]。
- 2006年（平成18年）
  - 3月：駅舎を改築[7]。
  - 11月25日：ICカード「TOICA」の利用が可能となる。
- 2013年（平成25年）10月1日：集中旅客サービスシステム（現・お客様サポートサービス）の導入に伴い、自動券売機・自動改札機を設置[10][11]。

### 貨物営業
乙川駅は1933年（昭和8年）の開業時は貨物を取り扱っていなかったが、上記の通り1944年（昭和19年）4月1日より取り扱いを開始した。ただし全種別を取り扱うのではなく、専用線発着の車扱貨物に限定していた。周囲の武豊線の駅と同じように、1975年（昭和50年）11月15日に貨物の取り扱いを終了している。
駅に接続する専用線は、駅の南側に工場がある輸送機工業のものがあった。専用線は同社が前身の中島飛行機半田製作所であった1944年（昭和19年）に敷設された。同線は1970年の専用線一覧表によれば、作業キロが0.7km、総延長キロが2.0kmであった。

## 駅構造
相対式ホーム2面2線の地上駅。単線区間上にある交換駅であり、列車の交換が可能である。
駅舎は1番線側にあり、2つのホームを結ぶ跨線橋が設置されている。カインズホームなどがある2番線に出入口はない。大府駅管理の無人駅（駅員無配置駅）。JR東海は2013年（平成25年）10月1日より当駅を含む6駅について「集中旅客サービスシステム（現・お客様サポートサービス）」を導入し、自動券売機・自動改札機を整備した上で遠隔案内によって一括的に管理されるようになった。

### のりば
| 番線 | 路線      | 方向 | 行先             |
| ---- | --------- | ---- | ---------------- |
| 1    | CE 武豊線 | 上り | 大府・名古屋方面 |
| 2    | CE 武豊線 | 下り | 武豊方面         |

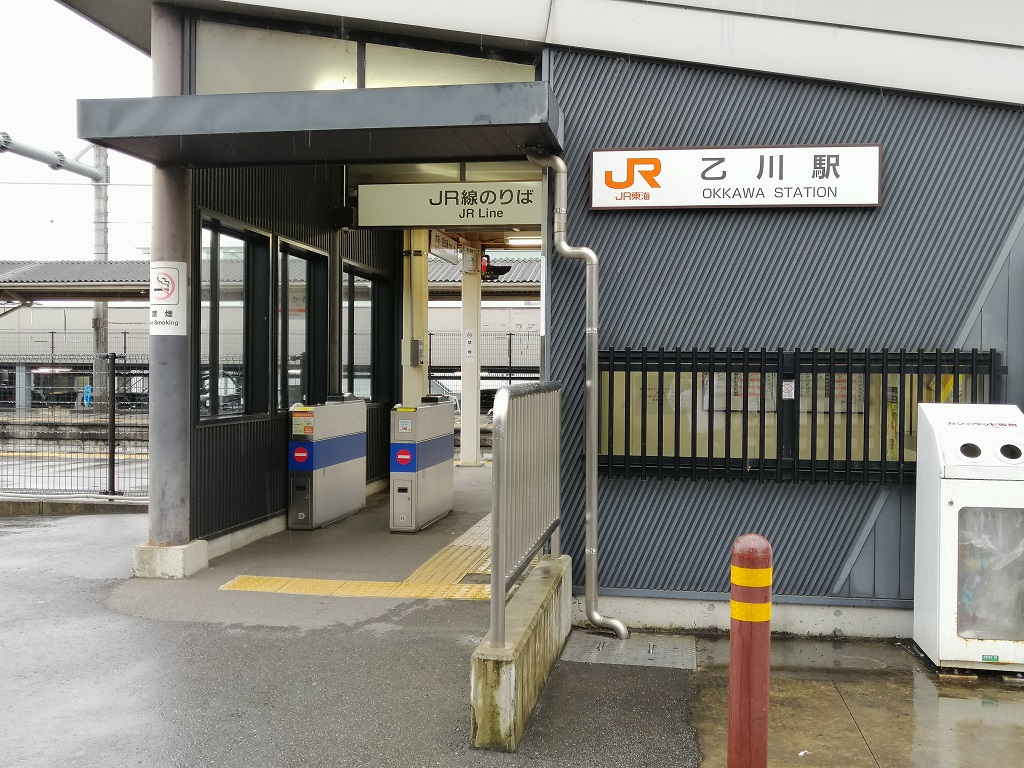
改札口（2020年7月）
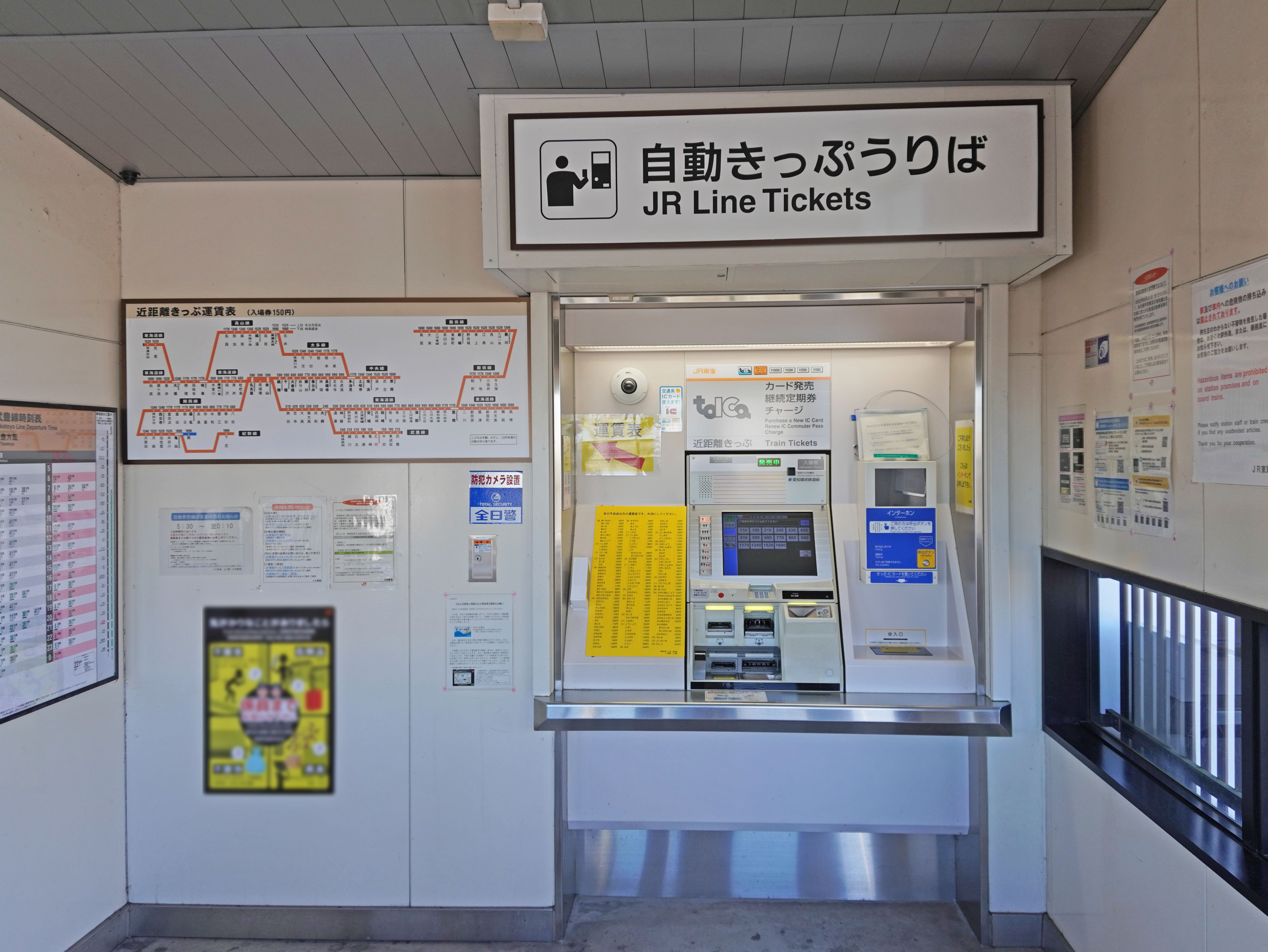
自動券売機（2022年11月）
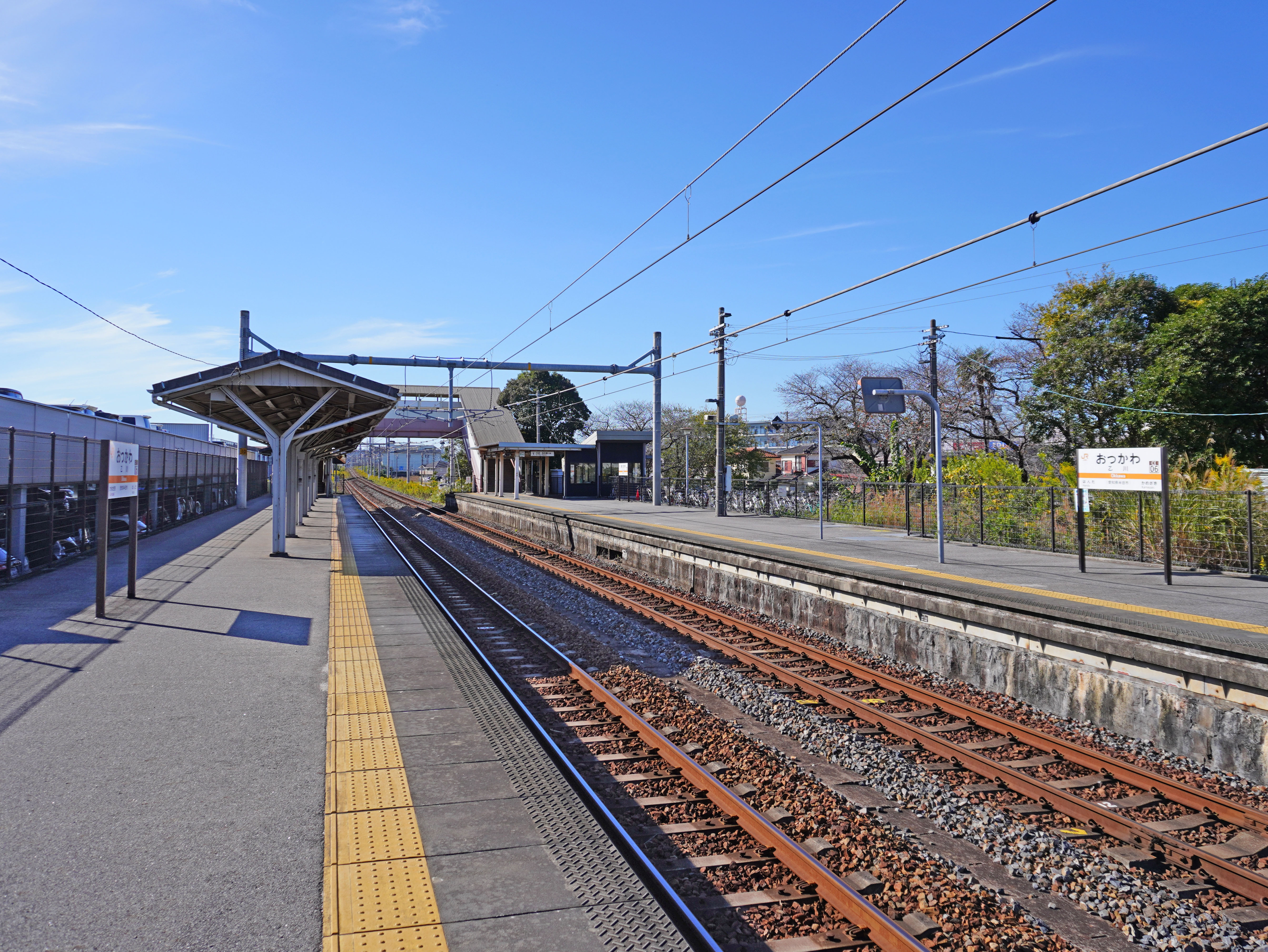
ホーム（2022年11月）
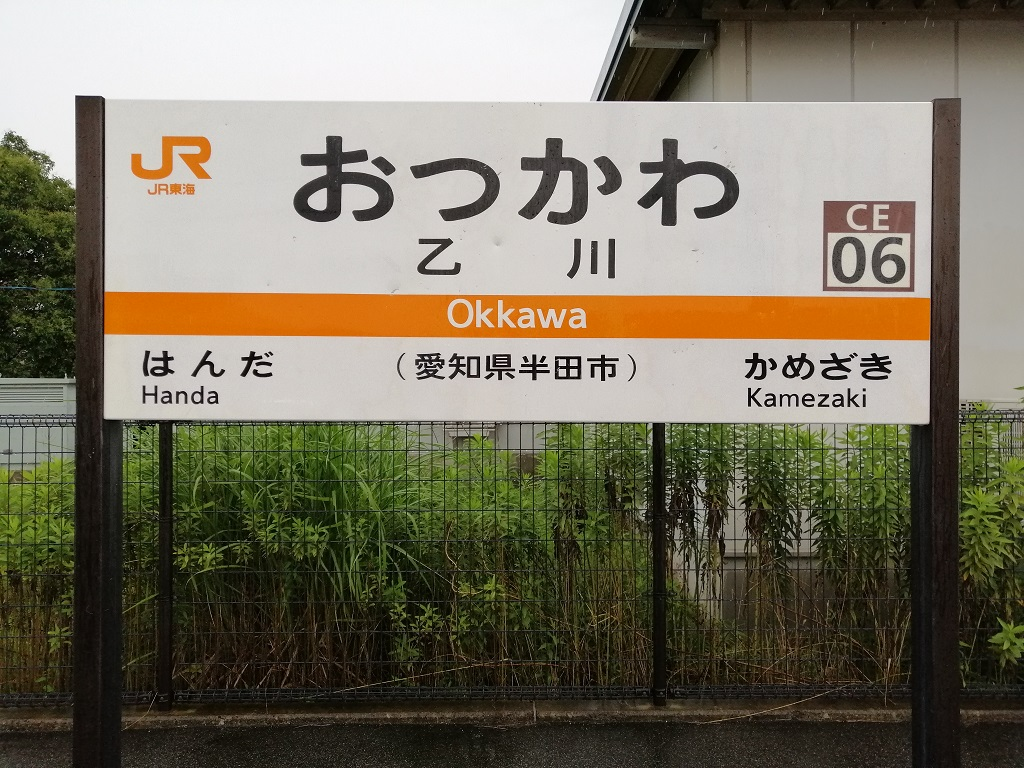
駅名標（2020年7月）

## 利用状況

### 旅客
「愛知県統計年鑑」および「知多半島の統計」によれば、1日平均の乗車人員は以下の通りであった。
| 1日平均の乗車人員の推移 | 1日平均の乗車人員の推移 | 1日平均の乗車人員の推移 |
| 年度                    | 乗車人員                | 出典・備考              |
| ----------------------- | ----------------------- | ----------------------- |
| 1950年度                | 769人                   | [ 18 ]                  |
| 1951年度                | 948人                   | [ 19 ]                  |
| 1952年度                | 910人                   | [ 20 ]                  |
| 1953年度                | 954人                   | [ 21 ]                  |
| 1954年度                | 920人                   | [ 22 ]                  |
| 1955年度                | 880人                   | [ 23 ]                  |
| 1956年度                | 948人                   | [ 24 ]                  |
| 1957年度                | 993人                   | [ 25 ]                  |
| 1958年度                | 989人                   | [ 26 ]                  |
| 1959年度                | 1,025人                 | [ 27 ]                  |
| 1960年度                | 1,150人                 | [ 28 ]                  |
| 1961年度                | 1,093人                 | [ 29 ]                  |
| 1962年度                | 1,054人                 | [ 30 ]                  |
| 1963年度                | 1,133人                 | [ 31 ]                  |
| 1964年度                | 1,117人                 | [ 32 ]                  |
| 1965年度                | 1,164人                 | [ 33 ]                  |
| 1966年度                | 1,148人                 | [ 34 ]                  |
| 1967年度                | 1,202人                 | [ 35 ]                  |
| 1968年度                | 1,148人                 | [ 36 ]                  |
| 1969年度                | 1,009人                 | [ 37 ]                  |
| 1970年度                | 910人                   | [ 38 ]                  |
| 1971年度                | 853人                   | [ 39 ]                  |
| 1972年度                | 814人                   | [ 40 ]                  |
| 1973年度                | 803人                   | [ 41 ]                  |
| 1974年度                | 848人                   | [ 42 ]                  |
| 1975年度                | 854人                   | [ 43 ]                  |
| 1976年度                | 870人                   | [ 44 ]                  |
| 1977年度                | 806人                   | [ 45 ]                  |
| 1978年度                | 768人                   | [ 46 ]                  |
| 1979年度                | 753人                   | [ 47 ]                  |
| 1980年度                | 667人                   | [ 48 ]                  |
| 1981年度                | 616人                   | [ 49 ]                  |
| 1982年度                | 584人                   | [ 50 ]                  |
| 1983年度                | 542人                   | [ 51 ]                  |
| 1984年度                | 508人                   | [ 52 ]                  |
| 1985年度                | 513人                   | [ 53 ]                  |
| 1986年度                | 482人                   | [ 54 ]                  |
| 1987年度                | 509人                   | [ 55 ]                  |
| 1988年度                | 535人                   | [ 56 ]                  |
| 1989年度                | 480人                   | 1950年度以降最低値      |
| 1990年度                | 644人                   | [ 58 ]                  |
| 1991年度                | 694人                   | [ 59 ]                  |
| 1992年度                | 765人                   | [ 60 ]                  |
| 1993年度                | 805人                   | [ 61 ] [ 62 ]           |
| 1994年度                | 885人                   | [ 63 ] [ 62 ]           |
| 1995年度                | 882人                   | [ 64 ] [ 62 ]           |
| 1996年度                | 814人                   | [ 65 ] [ 66 ]           |
| 1997年度                | 798人                   | [ 67 ] [ 66 ]           |
| 1998年度                | 767人                   | [ 68 ] [ 69 ]           |
| 1999年度                | 771人                   | [ 70 ] [ 71 ]           |
| 2000年度                | 773人                   | [ 71 ]                  |
| 2001年度                | 820人                   | [ 71 ]                  |
| 2002年度                | 837人                   | [ 72 ]                  |
| 2003年度                | 860人                   | [ 72 ]                  |
| 2004年度                | 870人                   | [ 72 ]                  |
| 2005年度                | 921人                   | [ 73 ]                  |
| 2006年度                | 1,002人                 | [ 73 ]                  |
| 2007年度                | 1,079人                 | [ 73 ]                  |
| 2008年度                | 1,102人                 | [ 74 ]                  |
| 2009年度                | 1,049人                 | [ 74 ]                  |
| 2010年度                | 1,069人                 | [ 74 ]                  |
| 2011年度                | 1,019人                 | [ 75 ]                  |
| 2012年度                | 1,012人                 | [ 76 ]                  |
| 2013年度                | 1,680人                 | 1950年度以降最大値      |
| 2014年度                | 1,123人                 | [ 77 ]                  |
| 2015年度                | 1,160人                 | [ 78 ]                  |
| 2016年度                | 1,136人                 | [ 79 ]                  |
| 2017年度                | 1,169人                 | [ 80 ]                  |
| 2018年度                | 1,178人                 | [ 80 ]                  |
| 2019年度                | 1,200人                 | [ 81 ]                  |
| 2020年度                | 965人                   | [ 82 ]                  |
| 2021年度                | 1,025人                 | [ 82 ]                  |
| 2022年度                | 1,052人                 | [ 82 ]                  |

### 貨物・荷物
1950年度から1975年度（1975年11月取扱廃止）までの貨物の取扱量（発送および到着トン数）と、1972年度から1983年度（1984年2月取扱廃止）までの荷物の取扱量（発送および到着個数）は以下の表に示すとおりに推移していた。
| 貨物取扱量・荷物取扱量の推移  | 貨物取扱量・荷物取扱量の推移 | 貨物取扱量・荷物取扱量の推移 | 貨物取扱量・荷物取扱量の推移 | 貨物取扱量・荷物取扱量の推移 |
| 年度                          | 貨物                         | 貨物                         | 荷物                         | 荷物                         |
| 年度                          | 発送                         | 到着                         | 発送                         | 到着                         |
| ----------------------------- | ---------------------------- | ---------------------------- | ---------------------------- | ---------------------------- |
| 1950年度                      | 3,728t                       | 4,285t                       |                              |                              |
| 1951年度                      | 4,031t                       | 10,304t                      |                              |                              |
| 1952年度                      | 1,797t                       | 4,513t                       |                              |                              |
| 1953年度                      | 2,602t                       | 9,689t                       |                              |                              |
| 1954年度                      | 3,571t                       | 9,623t                       |                              |                              |
| 1955年度                      | 2,008t                       | 5,060t                       |                              |                              |
| 1956年度                      | 6,743t                       | 6,215t                       |                              |                              |
| 1957年度                      | 5,454t                       | 10,001t                      |                              |                              |
| 1958年度                      | 2,999t                       | 5,145t                       |                              |                              |
| 1959年度                      | 3,571t                       | 8,485t                       |                              |                              |
| 1960年度                      | 5,097t                       | 3,959t                       |                              |                              |
| 1961年度                      | 2,782t                       | 2,231t                       |                              |                              |
| 1962年度                      | 4,202t                       | 2,625t                       |                              |                              |
| 1963年度                      | 5,299t                       | 1,254t                       |                              |                              |
| 1964年度                      | 4,718t                       | 862t                         |                              |                              |
| 1965年度                      | 3,288t                       | 410t                         |                              |                              |
| 1966年度                      | 6,064t                       | 817t                         |                              |                              |
| 1967年度                      | 5,549t                       | 1,739t                       |                              |                              |
| 1968年度                      | 5,897t                       | 1,571t                       |                              |                              |
| 1969年度                      | 2,475t                       | 1,723t                       |                              |                              |
| 1970年度                      | 598t                         | 281t                         |                              |                              |
| 1971年度                      | 6,272t                       | 384t                         |                              |                              |
| 1972年度                      | 679t                         | 1,760t                       | 5,747個                      | 2,833個                      |
| 1973年度                      | 6,638t                       | 338t                         | 5,512個                      | 2,849個                      |
| 1974年度                      | 6,867t                       | 231t                         | 5,149個                      | 2,878個                      |
| 1975年度                      | 2,825t                       | 102t                         | 3,717個                      | 2,722個                      |
| 1976年度                      |                              |                              | 3,319個                      | 2,553個                      |
| 1977年度                      |                              |                              | 3,359個                      | 2,527個                      |
| 1978年度                      |                              |                              | 3,156個                      | 2,475個                      |
| 1979年度                      |                              |                              | 2,814個                      | 2,800個                      |
| 1980年度                      |                              |                              | 2,604個                      | 2,606個                      |
| 1981年度                      |                              |                              | 1,822個                      | 2,653個                      |
| 1982年度                      |                              |                              | 1,193個                      | 2,521個                      |
| 1983年度                      |                              |                              | 316個                        | 2,010個                      |
| ※出典は乗車人員の推移に同じ。 |                              |                              |                              |                              |

## 停車列車
乙川駅には、全列車が停車するが、2018年（平成30年）3月のダイヤ改正まで運行されていた快速列車は停車しなかった。

## 駅周辺
- カインズホーム半田店
- ニトリ半田店
- ジョーシン 半田店
- しまむら半田店
- カーマ21半田乙川店
- 乙川八幡社
- 若宮八幡宮
- 乙川天神社
- 半田市立乙川小学校
- 三洋堂書店乙川店

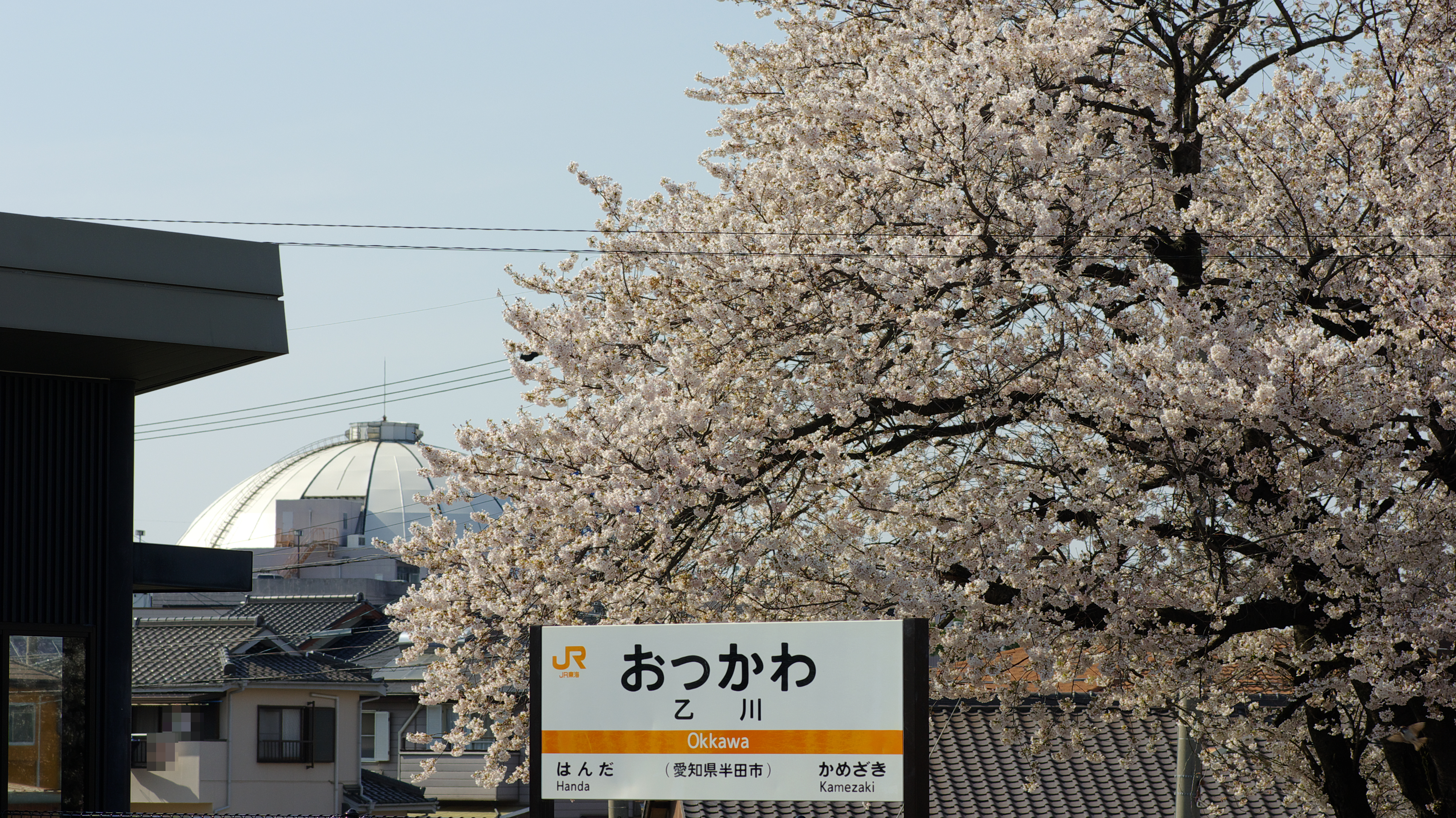
乙川駅から見たパワードーム半田

- ヤマダデンキ家電住まいる館YAMADA半田店
- 輸送機工業工場・SUBARU半田西工場
- 豊田自動織機TMHGトレーニングセンター
- パワードーム半田

## バス路線
駅北東側交差点付近に「乙川駅前」バス停があり、半田市中心部にある名鉄知多半田駅からJR半田駅、半田市役所、当駅、一ノ草病院前を経て同市北部にある日本福祉大学半田キャンパスを結ぶ知多乗合（知多バス）の半田北部線が利用できる。一部の知多半田方面行きのバスは知多半田から先、青山駅を経て常滑駅まで直通している。

## その他
2駅南側にある武豊線東成岩駅から衣浦港中央埠頭にある半田埠頭駅へ至る衣浦臨海鉄道半田線は1975年（昭和50年）に開業したが、当初の計画ではこの乙川駅から中央埠頭を経て東成岩駅へ接続し、実際に開業した新半田駅と半田埠頭駅に加えて「新乙川駅」を開設する予定であった。

## 隣の駅
東海旅客鉄道（JR東海）
CE 武豊線
■区間快速・■普通
亀崎駅 (CE05) - 乙川駅 (CE06) - 半田駅 (CE07)